# Inamura Sampaku

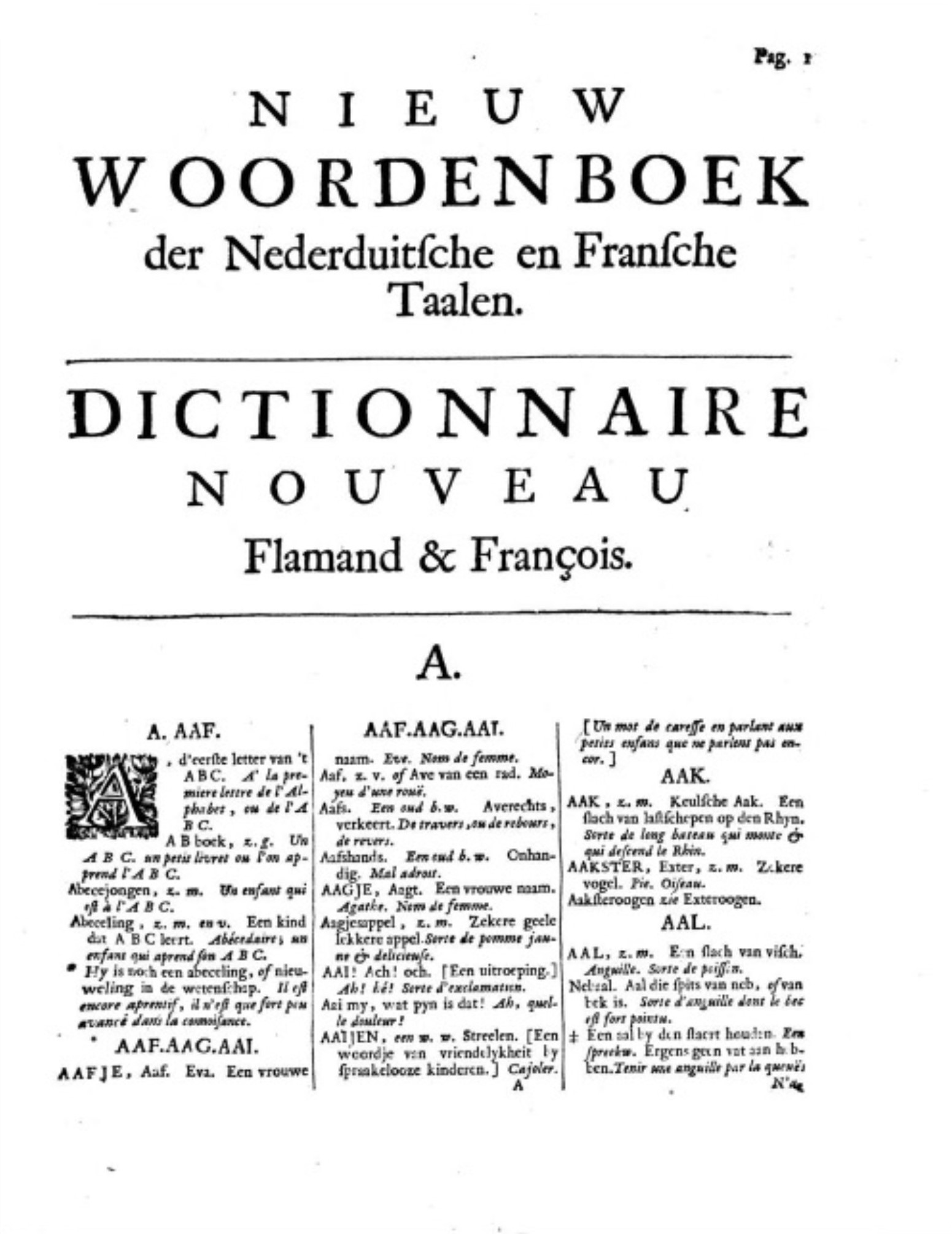
Halma Wörterbuch

Inamura Sampaku (japanisch 稲村三伯; geboren 1758 in Tottori, Provinz Inaba (heute Präfektur Tottori); gestorben 9. Februar 1811) war ein japanischer Rangaku-Gelehrter und Übersetzer.

## Leben und Werk
Inamura Sampaku wurde als dritter Sohn des städtischen Arztes Matsui Josui (松井 如水)  geboren. 1770 wurde er dem Arzt des Tottri-Klans, Inamura Sankyō (稲村 三杏), adoptiert. Ab 1771 besuchte er die Schule Santokukan (三徳館) des Klans. Ab 1776 studierte er Medizin und Konfuzianismus bei Kamei Minami (亀井南冥; 1773–1814) in Fukuoka und ging dann nach Nagasaki, um niederländische Medizin zu studieren. 1781 trat er nach dem Tod von Sankyō die Nachfolge des Klanarztes an, setzte jedoch seine medizinische Ausbildung in Kyōto fort.
Die Lektüre des „Rangaku Kaitei“ (蘭学階梯), verfasst von Ōtsuki Gentaku, brachte Inamura mit der Hollandkunde in Berührung.  und ging 1792 nach Edo, um in einer Clanresidenz zu arbeiten. Er wurde Schüler von Genzawa, um Niederländisch zu studieren. 1796  vervollständigte und veröffentlichte das erste niederländisch-japanische Wörterbuch, „Haruma wage“, in Zusammenarbeit mit dem Nagasaki-Dolmetscher Ishii Tsuneemon (石井 恒右衛門; 1743–?), dem Chirurgen Katsurakawa Hoshu (桂川 甫周; 1751–1809), den Sprachgelehrten Udagawa Genzui (宇田川 玄随; 1755–1797) und Udagawa Genshin (宇田川 玄眞; 1769–1834) u. a.
Nach drei Jahren (1806) ging er nach Kyōto, um eine niederländische Schule zu eröffnen. So schuf er eine Basis für niederländische Studien in Osaka und Kyōto.